# Proceratium melinum
Proceratium melinum är en myrart som först beskrevs av Julius Roger 1860.  Proceratium melinum ingår i släktet Proceratium och familjen myror. Inga underarter finns listade i Catalogue of Life.